# Oskar Baumann

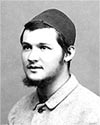
Oscar Baumann

Oskar Baumann, född 25 juni 1864 i Wien, död 12 oktober 1899 på samma ort, var en österrikisk forskningsresande.
Baumanns forskningar i Afrika spänner över skilda områden. Uppför Kongofloden till Stanleyfallen kom han tillsammans med Oskar Lenz 1885. En av de viktigaste resorna till öarna i Guineabukten utfördes av Baumann 1886, från vilken resa han publicerade Fernando Póo und die Bube (1888). 1890-93 reste han främst i de östafrikanska kusttrakterna (Usambara) samt söder och väster om Viktoriasjön, från vilka resor han publicerade In Deutsch-Ostafrika während des Aufstandes (1890) samt Usambara und seine Nachbargebiete (1891). Det var även Baumann som 1891 först följde Nilens källflod Kagéra till källorna, vilken resa han behandlade i Durch Massailand zur Nilquelle (1894). Pemba, Zanzibar och Mafia utforskade han 1895, och publicerade i Der Sansibar-Archipel (1896-99).